# Google Patents

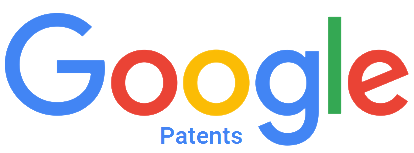
Logo von Google Patents

Google Patents ist eine digitale Bibliothek und Suchmaschine von Google für Patente.
Google Patents startete am 14. Dezember 2006 mit US-amerikanischen Patenten. Die Anwendung indexiert Patentanmeldungen und mit Volltext von 17 Patentämtern. Dazu gehören das United States Patent and Trademark Office, das Europäische Patentamt, das Japanische Patentamt und seit 2013 auch das Deutsche Patent- und Markenamt, die Weltorganisation für geistiges Eigentum und das Chinesische Patentamt.
Google benutzt dazu auch Google Translate, um Patentinformationen in der Sprache des Anwenders zur Verfügung zu stellen.